# Río Warburton
El río Warburton (del inglés: Warburton River), o también arroyo Warburton  (Warburton Creek) es un río estacional o arroyo de agua dulce que discurre en el extremo norte de Australia Meridional, en la parte este del lago Eyre. Es unos de los ríos más largos del estado y forma parte de la cuenca hidrográfica del río Diamantina. Fluye a lo largo de la parte este del desierto de Simpson, y drena aguas desde el arroyo Eyre, Diamantina y Georgina a la laguna Goyder, llevándola hasta el lago Eyre en épocas de infrecuentes crecidas.
- Datos: Q956882